# بازرس مورس
بازرس مورس (به انگلیسی: Inspector Morse) یک مجموعه تلویزیونی جنایی بریتانیایی است که بر اساس کتاب‌های کالین دکستر ساخته شده است. در این مجموعه، جان ثا نقش سربازرس مورس و کوین واتلی نقش همکار او گروهبان لوییس را ایفا می‌کنند. این مجموعه از ۳۳ قسمت ۱۰۰ دقیقه‌ای تشکیل شده که بین سا‌های ۱۹۸۷ تا ۲۰۰۰ تهیه شده‌اند. کالین دکستر در تعدادی از قسمت‌های مجموعه حضور افتخاری داشته است.
خوانندگان ریدیو تایمز در سال ۲۰۱۸ سریال بازرس مورس را به عنوان بهترین سریال جنایی تاریخ بریتانیا انتخاب کردند. همچنین در فهرست بهترین برنامه‌های تلویزیونی بریتانیا که توسط انستیتوی فیلم بریتانیا تهیه شده، این مجموعه رتبه ۴۲ را به خود اختصاص داده.
بعد از اتمام سریال بازرس مورس، دو مجموعه تلویزیونی لوییس (مجموعه تلویزیونی) و اندیور (مجموعه تلویزیونی) بر اساس شخصیت‌های این سریال ساخته شده‌اند.

## جوایز
- جوایز آکادمی هنرهای فیلم و تلویزیون بریتانیا ۱۹۹۰: بهترین بازیگر نقش اول مرد برای جان ثا
- جوایز آکادمی هنرهای فیلم و تلویزیون بریتانیا ۱۹۹۲: بهترین سریال درام
- جوایز آکادمی هنرهای فیلم و تلویزیون بریتانیا ۱۹۹۲: بهترین صداگذاری
- جوایز آکادمی هنرهای فیلم و تلویزیون بریتانیا ۱۹۹۳: بهترین سریال درام
- جوایز آکادمی هنرهای فیلم و تلویزیون بریتانیا ۱۹۹۳: بهترین بازیگر نقش اول مرد برای جان ثا